# Орден Святого Николая
Орден Святого Николая (груз. წმინდა ნიკოლოზის ორდენი) — государственная награда Грузии, был учреждён решением Парламента Грузии № 1553 от 31 июля 2009 года для награждения за выдающуюся благотворительную или общественную деятельность, за безвозмездную службу перед страной и народом.

## Положение о награде
Орден Святого Николая вручается за выдающуюся благотворительную или общественную деятельность, за безвозмездную службу перед страной и народом.

## Награждённые
1. Сандро Буцхрикидзе — шахтёр (2018 год, посмертно)[1]